# Теренкольський район
Теренко́льський район (каз. Тереңкөл ауданы, рос. Теренкольский район) — адміністративна одиниця у складі Павлодарської області Казахстану. Адміністративний центр — село Теренколь.

## Населення
Населення — 20234 особи (2021; 22208 у 2009, 31666 у 1999, 42180 у 1989).

## Історія
17 січня 1928 року був утворений Федоровський район, який 23 червня 1928 року був перейменований у Максимо-Горьківський. 2 січня 1963 року район був перетворений в Качирський район. З 4 серпня 2018 року район має сучасну назву.

## Склад
До складу району входить 12 сільських округів:
| Поселення                      | Площа, км² | Населення, осіб (1989) | Населення, осіб (1999) | Населення, осіб (2009) | Населення, осіб (2021) | Центр      | Населені пункти |
| ------------------------------ | ---------- | ---------------------- | ---------------------- | ---------------------- | ---------------------- | ---------- | --------------- |
| Алтайський сільський округ     | -          | 2149                   | 1770                   | 1144                   | 897                    | Алтай      | 2               |
| Аулієагаський сільський округ  | -          | 3222                   | 2222                   | 949                    | 662                    | Аулієагаш  | 2               |
| Байкониський сільський округ   | -          | 2746                   | 2216                   | 1435                   | 1352                   | Байконис   | 3               |
| Береговий сільський округ      | -          | 3070                   | 2228                   | 1646                   | 1494                   | Берегове   | 4               |
| Жанабетський сільський округ   | -          | 2314                   | 1851                   | 1158                   | 1015                   | Жанабет    | 2               |
| Жанакурлиський сільський округ | -          | 3220                   | 2096                   | 1126                   | 681                    | Коржинколь | 4               |
| Івановський сільський округ    | -          | 1171                   | 1184                   | 832                    | 646                    | Івановка   | 2               |
| Калиновський сільський округ   | -          | 1704                   | 1216                   | 837                    | 662                    | Калиновка  | 2               |
| Октябрський сільський округ    | -          | 2989                   | 1852                   | 1262                   | 772                    | Октябрське | 2               |
| Піщанський сільський округ     | -          | 5713                   | 4174                   | 3080                   | 2654                   | Піщане     | 2               |
| Теренкольський сільський округ | -          | 11355                  | 9136                   | 7710                   | 8507                   | Теренколь  | 3               |
| Томарлинський сільський округ  | -          | 2527                   | 1721                   | 1029                   | 892                    | Томарли    | 2               |

## Найбільші населені пункти
Населені пункти з чисельністю населення понад 1000 осіб: 
| № | Населений пункт | Населення, осіб (1989) | Населення, осіб (1999) | Населення, осіб (2009) | Населення, осіб (2021) |
| - | --------------- | ---------------------- | ---------------------- | ---------------------- | ---------------------- |
| 1 | Теренколь       | 10636                  | 8585                   | 7355                   | 8208                   |
| 2 | Піщане          | 3000                   | 3405                   | 1586                   | 2505                   |
| 3 | Берегове        | 1652                   | 1324                   | 1096                   | 1094                   |